# Inhumans
Marvel's Inhumans, nota semplicemente come Inhumans, è una serie televisiva statunitense prodotta da Scott Buck per la ABC.
Basata sui personaggi degli Inumani della Marvel Comics, la serie è ambientata all'interno del Marvel Cinematic Universe (MCU), in continuità con i film e le altre serie televisive del franchise. La serie è prodotta da Marvel Television e ABC Studios, con IMAX Corporation in qualità di partner finanziario in associazione con Devilina Productions. Buck è anche showrunner e produttore esecutivo.
La serie è incentrata sul personaggio di Freccia Nera, interpretato da Anson Mount e sui membri della famiglia reale inumana. Fanno parte del cast principale anche Serinda Swan, Ken Leung, Eme Ikwuakor, Isabelle Cornish, Ellen Woglom e Iwan Rheon. Gli Inumani sono stati introdotti nel MCU durante la seconda stagione della serie televisiva Agents of S.H.I.E.L.D.. 
La serie, accolta negativamente dalla critica televisiva, ha esordito il 29 settembre 2017 su ABC e si è conclusa il 10 novembre dello stesso anno. I primi due episodi della serie sono stati inoltre proiettati nei cinema IMAX a partire dal 1º settembre 2017 per le due settimane successive, prima dell’esordio televisivo. L'11 maggio 2018 è stata ufficialmente cancellata dalla ABC.
Inizialmente i Marvel Studios avevano in programma il film Inhumans per il 2019, tuttavia nell'aprile 2016 il film venne rimosso dal listino dello studio, e nel novembre successivo venne annunciata la serie televisiva. Inhumans è stata parzialmente girata in formato IMAX ed è stata la prima serie televisiva a essere proiettata in tale formato.

## Trama
A causa di un colpo di stato i membri della famiglia reale degli "Inumani" si ritrovano dispersi alle Hawaii, dove dovranno salvare se stessi e la razza umana.

## Episodi
| Stagione       | Episodi | Prima TV USA | Prima TV Italia |
| -------------- | ------- | ------------ | --------------- |
| Prima stagione | 8       | 2017         | 2017            |

## Personaggi e interpreti

### Principali
- Freccia Nera (Black Bolt), interpretato da Anson Mount:
Sovrano di Attilan, ha una voce talmente potente che un semplice sussurro può portare distruzione.[3] Il personaggio si esprime tramite una lingua dei segni inventata dallo stesso Mount.[4] Buck definì il personaggio enigmatico e intrigante, poiché "spesso non sappiamo cosa sta pensando", e affermò di trovare il personaggio "difficile da scrivere, poiché non parla, ma è comunque il nostro eroe e il centro del nostro show, per cui ti pone delle sfide su come raccontare la sua storia".[5] Lofton Shaw interpreta Freccia Nera da giovane.
- Medusa, interpretata da Serinda Swan, doppiata da Federica De Bortoli:
Regina di Attilan e moglie di Freccia Nera, è capace di controllare i suoi capelli usandoli come appendici supplementari.[6] Swan descrisse Medusa come un personaggio "potente" e "indipendente", aggiungendo che "anche quando parla in vece del re, non si perde mai nei suoi pensieri". Riguardo al rapporto con Freccia Nera, Swan lo descrisse come "unico" a causa della forte dipendenza che si crea tra i due, spiegando che "insieme creano questo linguaggio [dei segni usato da Freccia Nera]. Creano questa connessione. Hanno questa simbiosi che li tiene uniti".[7] Victoria Piemonte interpreta Medusa da giovane.
- Karnak, interpretato da Ken Leung, doppiato da Enrico Pallini: cugino di Freccia Nera e suo più fidato consigliere, ha l'abilità di individuare i punti deboli e i difetti di qualunque persona, piano o oggetto.[8]
- Gorgon, interpretato da Eme Ikwuakor, doppiato da Fabrizio Dolce: cugino di Freccia Nera e capo delle Guardie Reali di Attilan, è dotato di zampe equine tanto potenti da poter generare onde sismiche.[9]
- Crystal, interpretata da Isabelle Cornish, doppiata da Roisin Nicosia: sorella di Medusa, è in grado di controllare tutti e quattro gli elementi naturali.[9]
- Louise, interpretata da Ellen Woglom, doppiata da Veronica Puccio: un'umana con un grande interesse per la Luna, che lavora per il Centro di Controllo Aerospaziale "Callisto".[9][10]
- Maximus, interpretato da Iwan Rheon, doppiato da Daniele Raffaeli:
Fratello di Freccia Nera, è un Inumano fedele al suo popolo che aspira a diventare re.[11] La Terrigenesi ha privato Maximus dei suoi geni Inumani, e per questo viene guardato dall'alto dagli altri membri della famiglia reale.[12] Riguardo Maximus, Buck spiegò di non voler creare un semplice villain che "è cattivo solo perché deve essere cattivo. È un personaggio molto tridimensionale, [...] diverso, più complicato e più reale rispetto al Maximus visto nei fumetti".[5] Rheon aggiunse che "non ci sono cattivi [...] Maximus vuole davvero aiutare il suo popolo e liberarlo da un sistema che ritiene essere sbagliato e ingiusto".[12] Aidan Fiske interpreta Maximus da giovane.

- Lockjaw, il cane di Crystal, appare nella serie, ha il potere di teletrasportare, a comando e a qualsiasi distanza, se stesso e altre persone con lui. Ha l'aspetto di un bulldog, dalle dimensioni di un bovino, creato tramite CGI.[13]

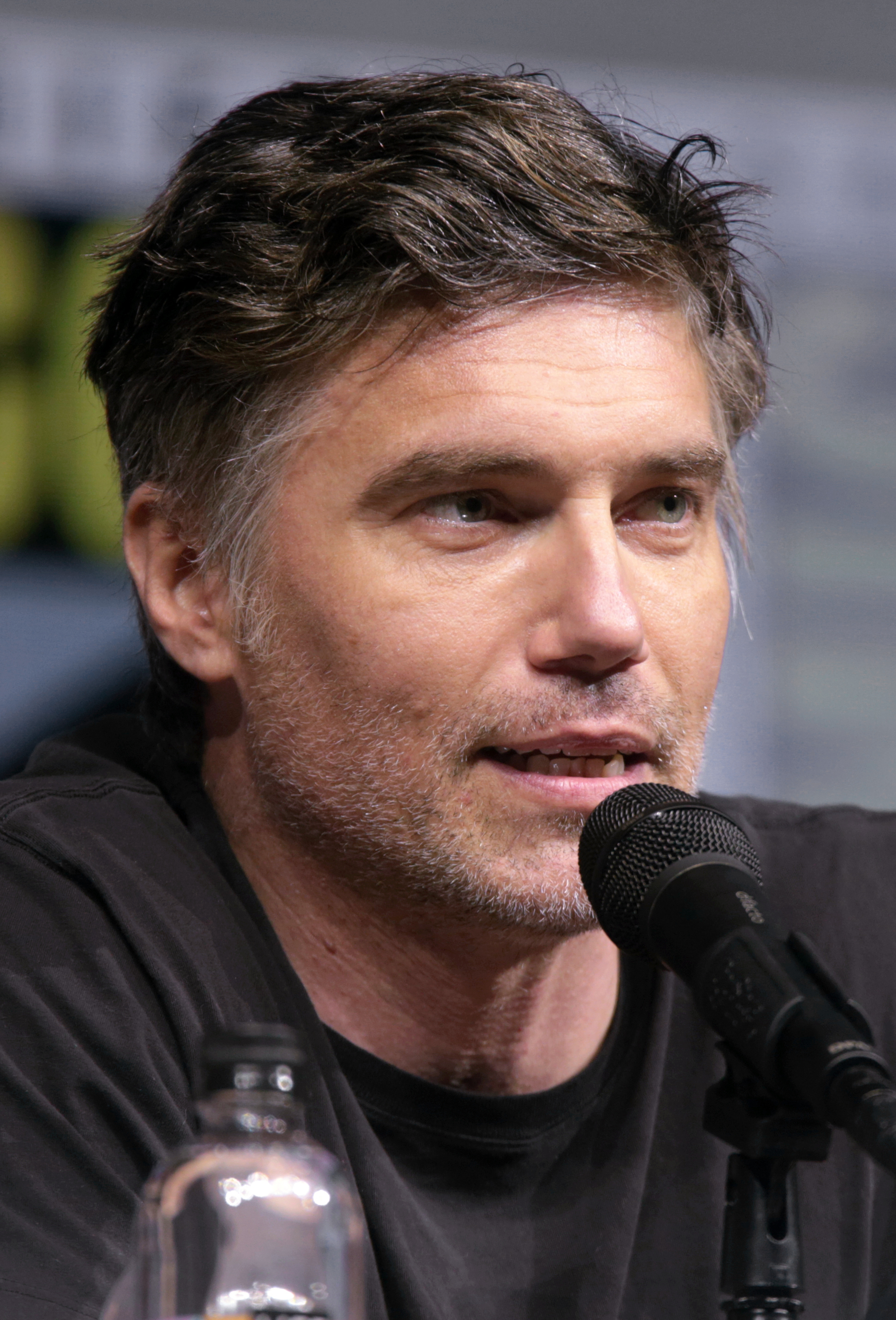
Anson Mount interpreta Freccia Nera
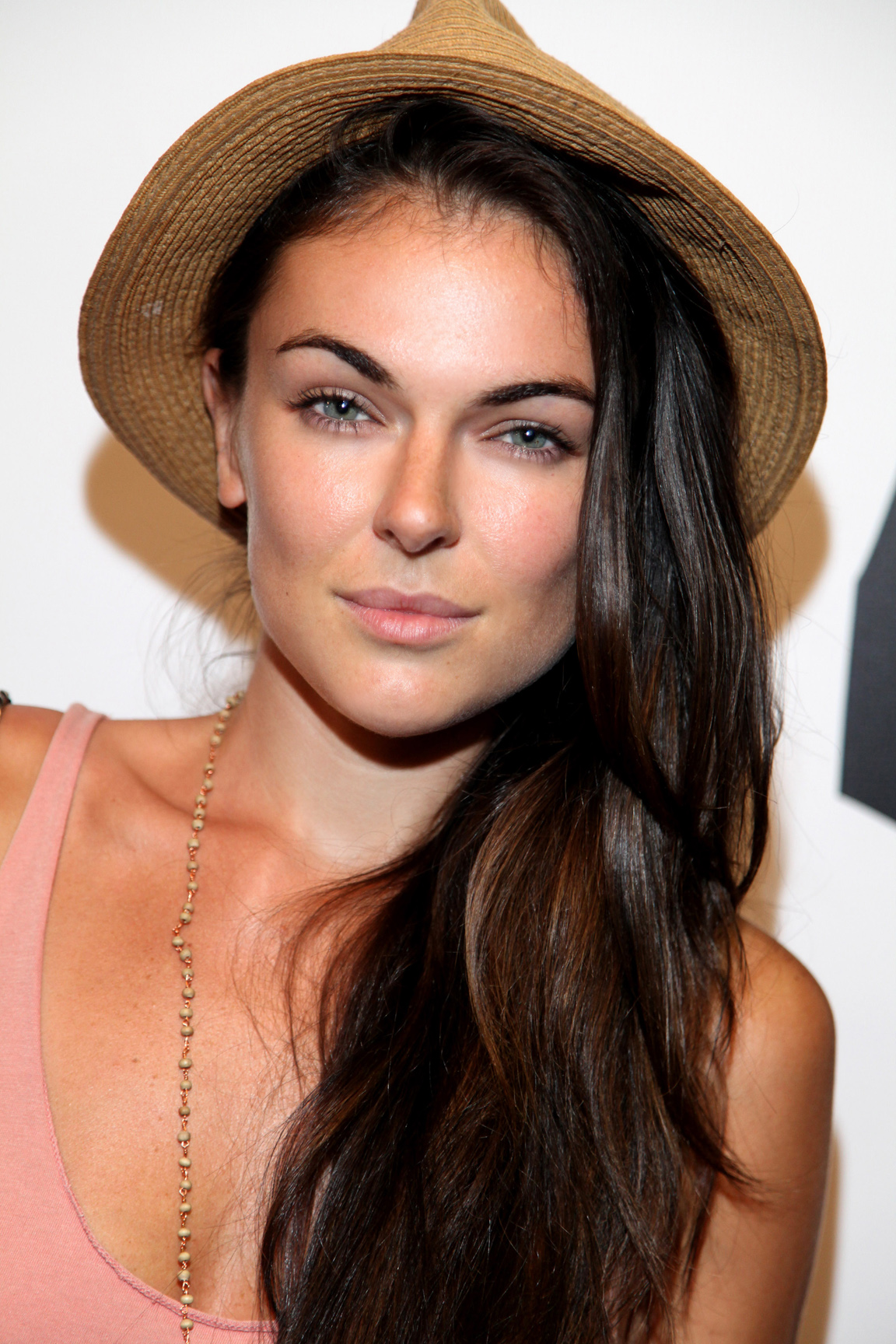
Serinda Swan interpreta Medusa
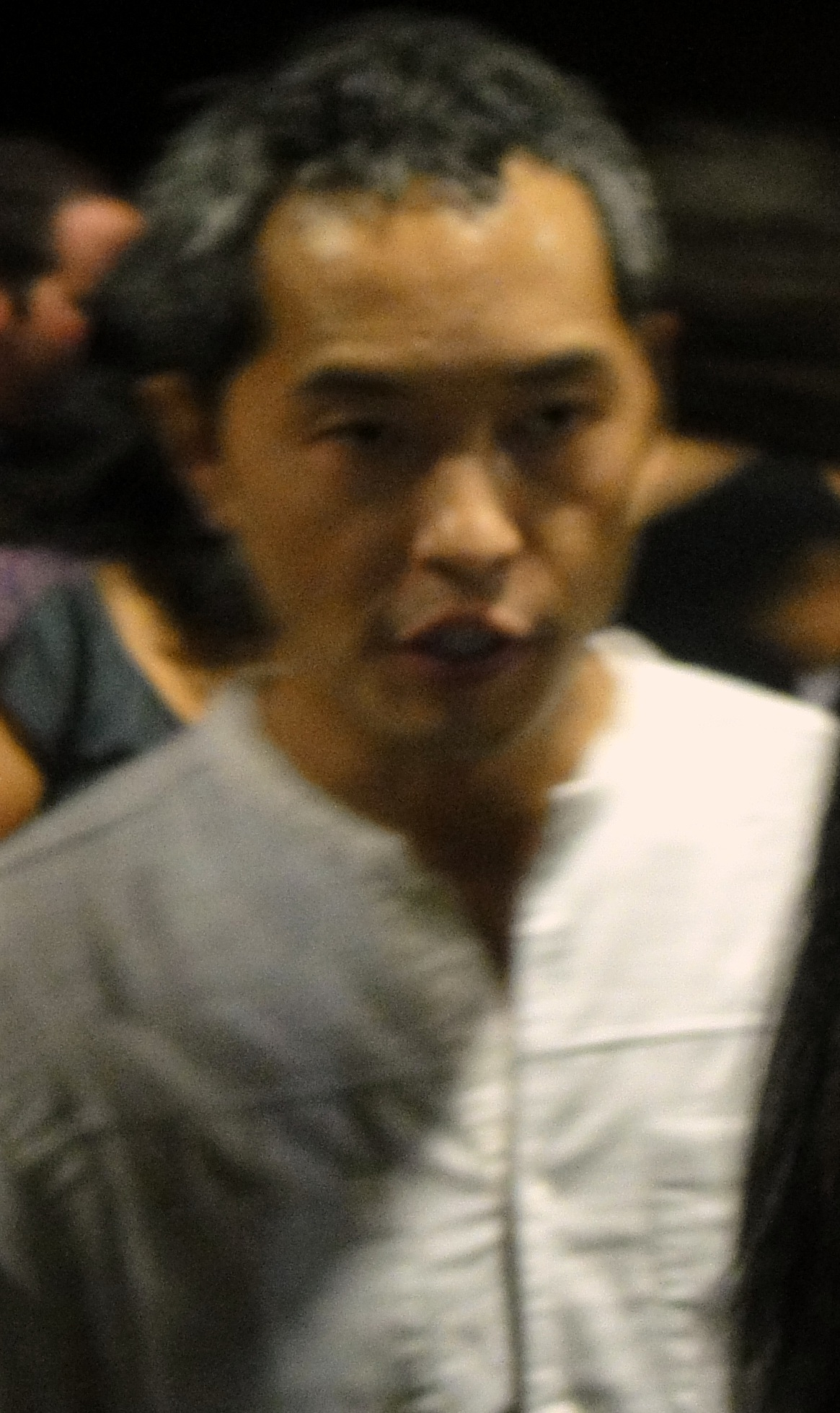
Ken Leung interpreta Karnak
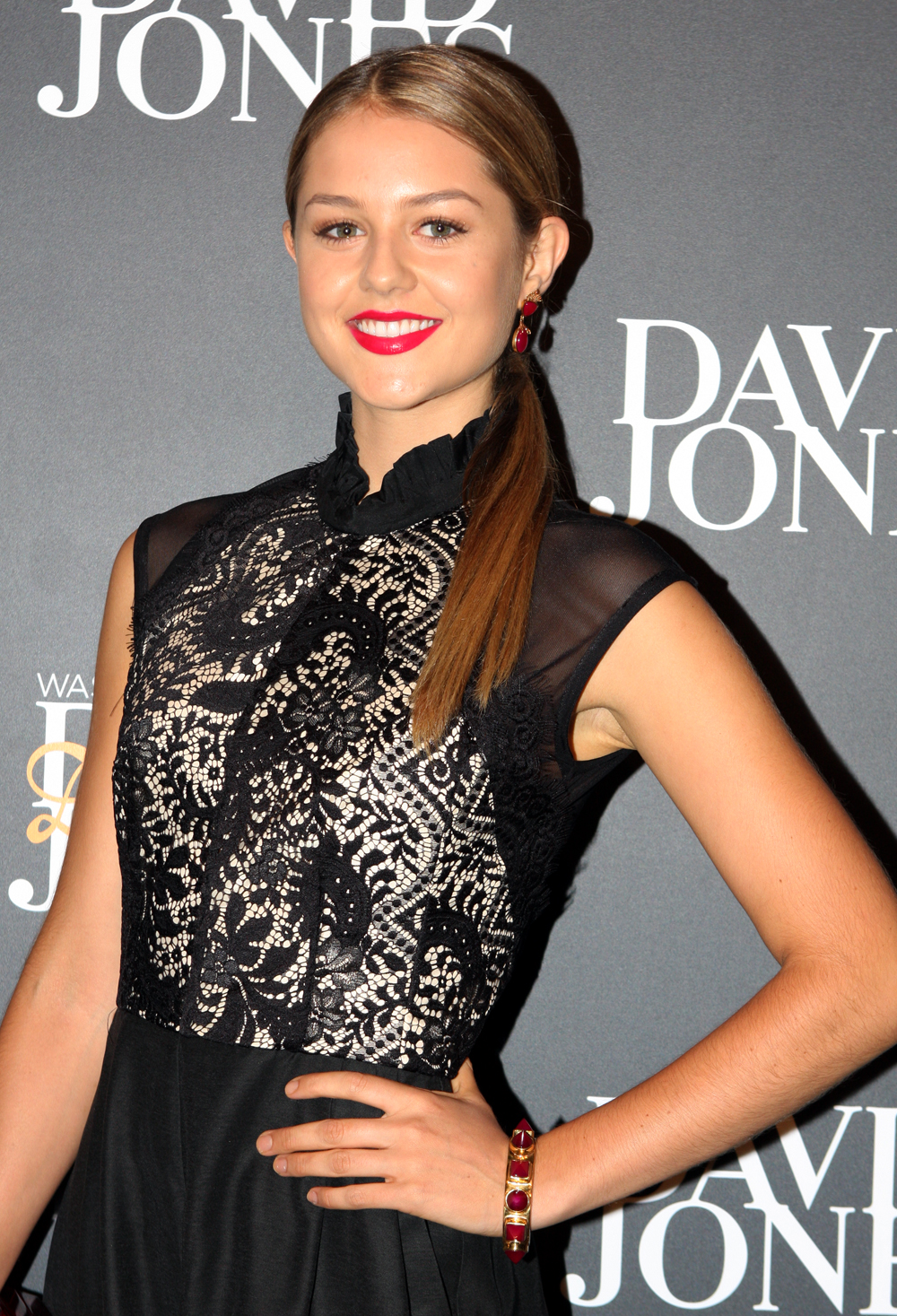
Isabelle Cornish interpreta Crystal
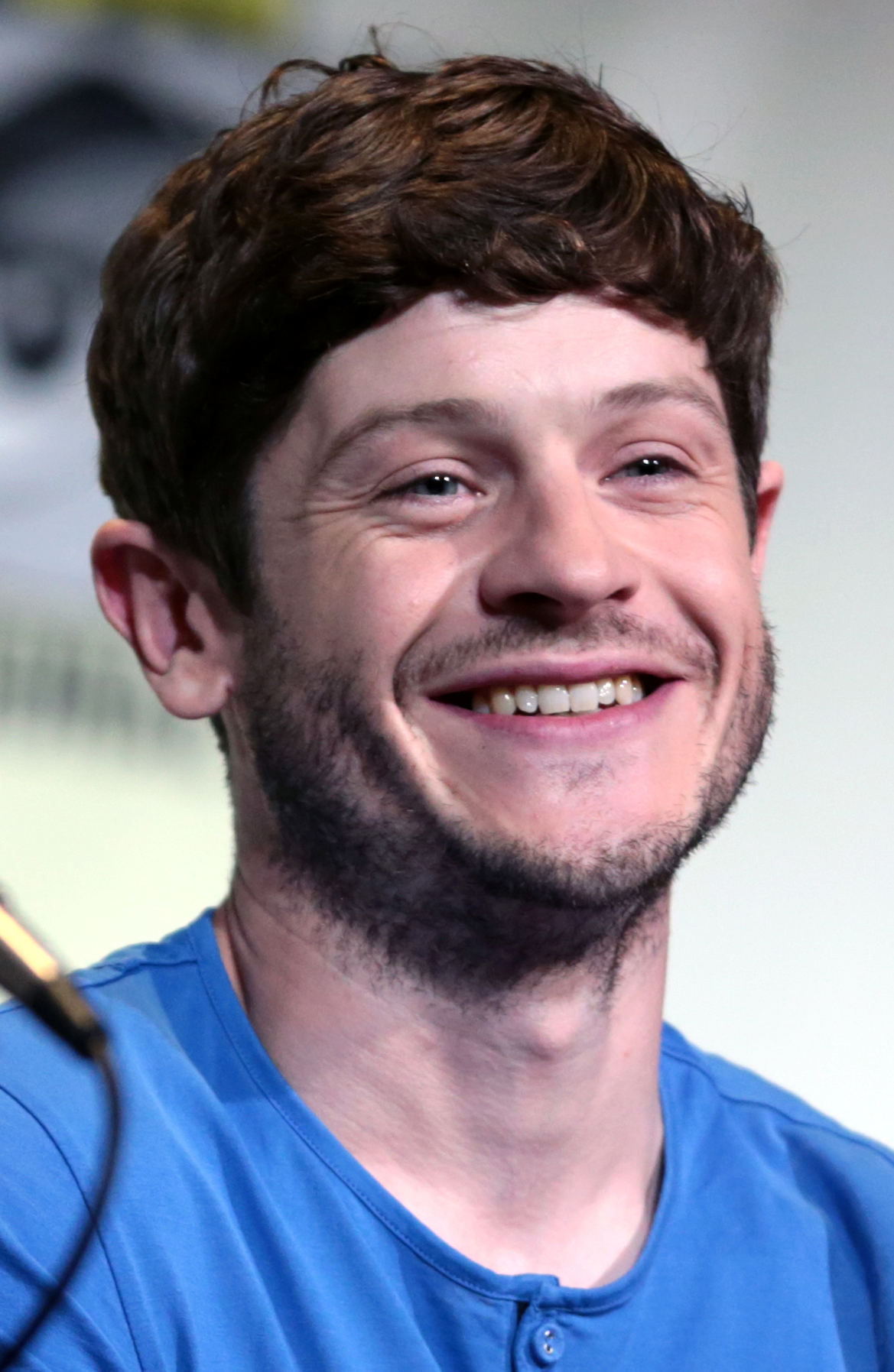
Iwan Rheon interpreta Maximus

### Ricorrenti
- Triton, interpretato da Mike Moh, doppiato da Emanuele Ruzza: cugino di Freccia Nera, ha l'abilità di respirare sott'acqua.[9]
- Auran, interpretata da Sonya Balmores, doppiata da Francesca Tardio: un'alleata di Maximus e capo delle Guardie Reali di Attilan dopo il colpo di stato.[9]
- Dr. Evan Declan, interpretato da Henry Ian Cusick, doppiato da Massimo Rossi: un genetista che studia gli Inumani.[14]
- Kitang, interpretato da Marco Rodriguez, doppiato da Gerolamo Alchieri: il capo del Consiglio Genetico di Attilan.
- Agon, interpretato da Michael Buie, doppiato da Roberto Certomà: il precedente re di Attilan, padre di Freccia Nera e Maximus.
- Rynda, interpretata da Tanya Clarke: la precedente regina di Attilan, madre di Freccia Nera e Maximus.
- George Ashland, interpretato da Tom Wright, doppiato da Stefano Benassi: il direttore del Centro di Controllo Aerospaziale "Callisto".
- Dave, interpretato da Chad James Buchanan, doppiato da Flavio Aquilone: un umano che fa amicizia con Crystal.[15]
- Tibor, interpretato da Ptolemy Slocum, doppiato da Alessandro Quarta: membro del consiglio e vecchio amico di Maximus.
- Sammy, interpretato da Faleolo Alailima, doppiato da Andrea Lavagnino: prigioniero che diventa amico di Freccia Nera.

## Produzione
Nel marzo 2011 venne riportato che i Marvel Studios erano al lavoro su un film basato sugli Inumani. Nell'ottobre 2014 i Marvel Studios annunciarono il film come parte della Fase Tre del Marvel Cinematic Universe, fissando la data di uscita al 2 novembre 2018. Nel dicembre seguente gli Inumani vennero introdotti durante la seconda stagione della serie televisiva Agents of S.H.I.E.L.D., in onda sulla ABC.

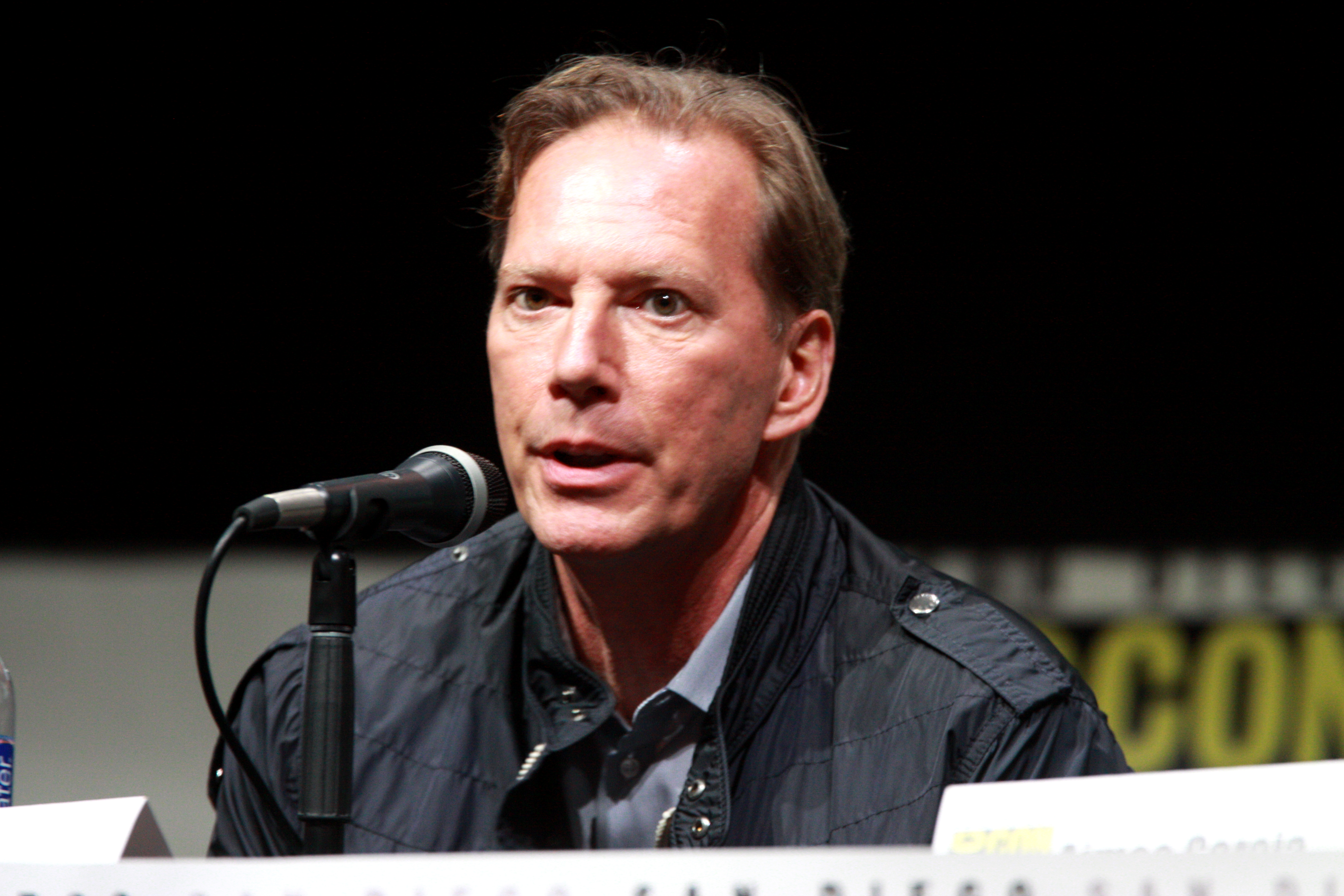
Scott Buck, showrunner e produttore esecutivo della serie.

Nell'aprile 2016 i Marvel Studios rimossero il film dal loro listino, rimandandolo a data da destinarsi. Nel maggio 2016, dopo la cancellazione di Agent Carter, la presidente di ABC Entertainment Channing Dungey affermò che la ABC e la Marvel erano intenzionate a collaborare "per una serie che sarebbe stata vantaggiosa per entrambi". Nel novembre 2016 il presidente dei Marvel Studios Kevin Feige affermò che un progetto incentrato sugli Inumani "verrà sicuramente realizzato. Non so quando. In parte sta accadendo in televisione [in Agents of S.H.I.E.L.D.]. E penso che avvicinandoci alla Fase Quattro possa realizzarsi in un film". Poco dopo, Marvel Television e IMAX Corporation annunciarono la serie televisiva Inhumans, co-prodotta da ABC Studios.
Secondo quanto riportato da The New York Times, i Marvel Studios decisero che i personaggi sarebbero stati più adatti alla televisione, e che una serie televisiva sarebbe stata migliore di un franchise cinematografico da incastrare all'interno degli altri franchise dello studio. La serie tuttavia non è stata pensata come una rielaborazione del film né come un spin-off di Agents of S.H.I.E.L.D.. Nel dicembre 2016 Scott Buck, già showrunner della serie televisiva Iron Fist, venne annunciato come showrunner e produttore esecutivo di Inhumans.
IMAX Corporation è partner finanziario della serie e finanzia interamente i primi due episodi. Grazie all'accordo con IMAX, la serie può contare su un budget maggiore rispetto alle altre serie televisive, soprattutto per quanto riguardi gli effetti visivi. La Marvel inoltre pensò che una partnership con IMAX avrebbe attratto un pubblico maggiore rispetto a quello delle precedenti serie Marvel, in modo simile alla popolarità acquistata dalle serie televisive prodotte per Netflix. Ben Sherwood, presidente del Disney–ABC Television Group, affermò che l'accordo con IMAX rappresenta "una quadruplice vittoria: una vittoria per IMAX, una vittoria per la Marvel, una vittoria per gli ABC Studios e una vittoria per la ABC, che può lanciare uno show in maniera innovativa e catturare così l'attenzione del pubblico" in un mercato sempre più affollato di serie televisive. Sherwood aggiunse inoltre che la ABC e la Marvel avevano collaborato per trovare la giusta data di esordio in IMAX della serie, in modo da non interferire con le uscite dei film del MCU. Buck spiegò che il formato IMAX diede alla produzione "molta più libertà e ci ha incoraggiato a pensare in modo più grande rispetto a quello che si farebbe in una normale serie televisiva".

### Sceneggiatura
Buck descrisse la serie come "la storia di una famiglia a un punto molto critico della loro vita" e spiegò che, nonostante nella serie siano presenti elementi fantastici, gli sceneggiatori hanno cercato di "scrivere [i personaggi] in modo più reale possibile, e poi divertirci con i loro poteri. Vogliamo che i loro poteri sembrino come una parte naturale delle loro personalità". La serie è ambientata sia sulla Terra sia su Attilan, nascosta sulla Luna, e racconta una storia originale ispirata ai fumetti, in modo particolare dalla miniserie del 1998-99 di Paul Jenkins e Jae Lee.
Parlando del rapporto con il materiale d'origine, Buck spiegò di aver letto numerosi fumetti degli Inumani dagli anni sessanta fino ai volumi più recenti, affermando che i primi numeri "sono molto diversi rispetto a quello che stiamo facendo" ma di averli trovati molto utili per capire tutta la storia dei personaggi". Lo scrittore di fumetti Charles Soule rivelò inoltre che nella serie sarebbero apparsi alcuni NeoUmani, tra cui alcuni personaggi da lui creati nei fumetti.

### Casting
Nel febbraio 2017 Iwan Rheon venne annunciato come interprete di Maximus, e nello stesso mese Anson Mount venne scelto come interprete di Freccia Nera. Il 1º marzo 2017 venne annunciato che Serinda Swan avrebbe interpretato Medusa, e il giorno seguente Ken Leung entrò nel cast nel ruolo di Karnak. Il 3 marzo 2017 venne annunciato il resto del cast principale, composto da Eme Ikwuakor nel ruolo di Gorgon, Isabelle Cornish nel ruolo di Crystal, e Ellen Woglom nel ruolo di Louise.

### Riprese
ABC, Marvel e IMAX decisero di girare la serie alle Hawaii grazie agli incentivi fiscali offerti dallo Stato e alla stretta relazione tra le Hawaii e la ABC Le riprese della serie sono cominciate nel marzo 2016 a Honolulu. La serie venne girata anche a Kalaeloa e alla base aerea di Barbers Point, trasformata dall'Hawaii State Film Office in un teatro di posa. I primi due episodi, diretti da Roel Reiné, vennero interamente girati in formato IMAX, mentre nei restanti episodi verranno girate in tale formato solo le sequenze d'azione.

## Promozione
Il primo teaser trailer della serie venne distribuito il 5 maggio 2017, seguito il 29 giugno 2017 dal primo trailer ufficiale. Nel luglio 2017, in occasione del San Diego Comic-Con International, venne distribuito un nuovo trailer.

## Trasmissione
I primi due episodi di Inhumans vennero distribuiti in oltre mille schermi IMAX in più di 74 paesi il 1º settembre 2017. In Italia vennero distribuiti per una settimana a partire dal 14 settembre 2017.
La serie ha esordito il 29 settembre 2017 su ABC, che ha trasmesso gli episodi proiettati al cinema con l'aggiunta di contenuti esclusivi. In Italia la serie è trasmessa su Fox dall'11 ottobre 2017.

## Accoglienza

### Incassi
La versione cinematografica dei primi due episodi di Inhumans ha incassato $1,5 milioni in Nord America e $1,3 milioni nel resto del mondo, per un incasso complessivo di $2,8 milioni.

### Critica
La serie è stata stroncata dalla critica. Su Rotten Tomatoes ha un indice di gradimento del 11%, con un voto medio di 3.70 su 10 basato su 47 recensioni. Su Metacritic ha un voto di 29 su 100 basato su 19 recensioni.
Recensendo i primi due episodi proiettati in IMAX, Joshua Yehl di IGN.com li ha definiti "brutti dall'inizio alla fine. Per quanto ci provi, lo show non è all'altezza del brand Marvel. Sicuramente non merita di essere visto in IMAX, e nemmeno in TV". Morgan Jeffery di Digital Spy ha apprezzato l'impegno del cast, criticando tuttavia la piattezza e la confusione della sceneggiatura e definendo la serie "la più debole della Marvel". David Pepose di Newsarama ha dato ai primi due episodi un voto di 4 su 10, scrivendo: "Questo show sembrava grandioso sulla carta, ma dopo anni di attesa, Inhumans risulta essere come il suo protagonista, Freccia Nera: vestito elegantemente ma con ben poco da dire". Graeme Virtue del Guardian ha scritto che "sembra tutto un po' ridicolo. Gli interni di Attilan sono sciatti, spogli e brutalisti, mentre il design dei costumi e delle scenografie non ispira né grandezza né ambizione". Matt Webb Mitovich di TV Line ha dato alla serie "C-", criticando la sceneggiatura e la poca ambizione della serie ma apprezzando le interpretazioni di parte del cast. Anche Darren Franich di Entertainment Weekly ha dato alla serie "C-", definita "semplicemente mediocre", e criticando la storia, le interpretazioni del cast e la scenografia, che non riprende le "ambientazioni colorate e caleidoscopiche" create da Jack Kirby nei fumetti.